# 1927 en Bretagne
 Chronologie de la Bretagne
- 1923
- 1924
- 1925
- 1926
- 1927
- 1928
- 1929
- 1930
- 1931

Cette page recense des événements qui se sont produits durant l'année 1927 en Bretagne.

## Société

### Faits sociétaux
- 7 avril : Affaire Seznec. Guillaume Seznec quitte Saint-Martin-de-Ré pour le bagne de Guyane, où il restera 21 ans[1].

### Naissance

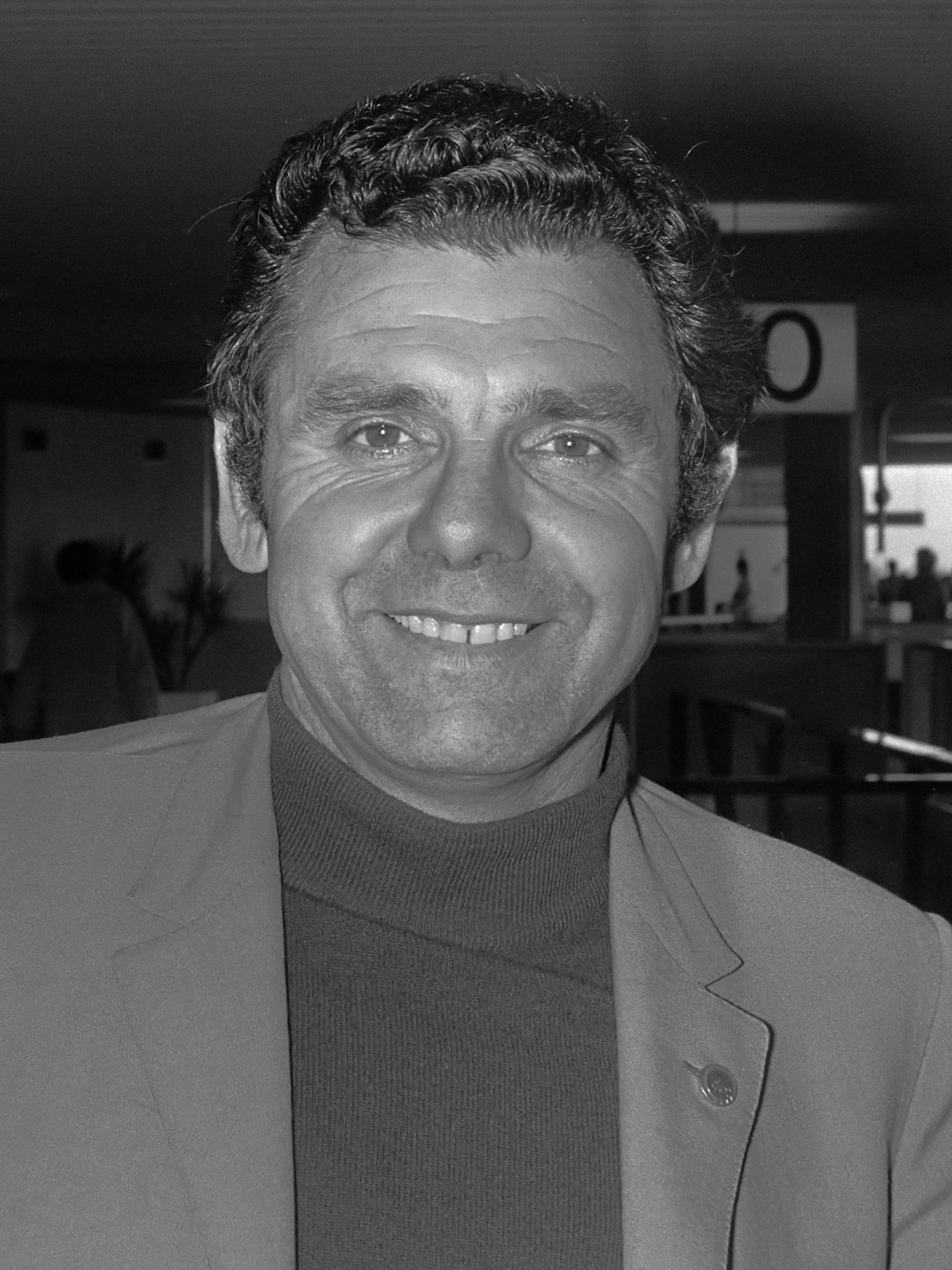
Robert Héliès

- 8 février à Brest : Robert Héliès, arbitre international français de football.

### Décès
- 17 février : Fernand de Langle de Cary, décédé à Pont-Scorff, général de la Première Guerre mondiale[1].

## Politique

### Vie politique
- 2 octobre : Yves Guillemot, élu sénateur du Finistère[2].

## Culture
- 12 août : Réunion interceltique à Riec-sur-Belon[1].

## Sports
- 27 juillet : 200 000 spectateurs assiste à la Coupe Florio, une course automobile sur les routes d'Yffiniac[3].

## Infrastructures

### Constructions
- 17 juillet : Après six ans de travaux, le port de pêche de Keroman est inauguré à Lorient, en présence de Fernand Bouisson et d'André Tardieu[4].
- 18 juillet : Inauguration à Nantes de la « Délivrance », monument à la mémoire des morts de la Grande guerre. La sculpture, qui représente une jeune femme nue brandissant un glaive, déclenche un tollé dans les milieux catholiques[1].